# Damalis knysna
Damalis knysna là một loài ruồi trong họ Asilidae. Damalis knysna được Londt miêu tả năm 1989. Loài này phân bố ở vùng nhiệt đới châu Phi.